# Taylor Creek (Florida)
Taylor Creek ist  ein census-designated place (CDP) im Okeechobee County im US-Bundesstaat Florida. Das U.S. Census Bureau hat bei der Volkszählung 2020 eine Einwohnerzahl von 4.470 ermittelt. 

## Geographie
Taylor Creek befindet sich am Nordufer des Okeechobeesees und liegt rund 5 km südöstlich von Okeechobee sowie etwa 160 km südlich von Orlando. Der CDP wird auf einer gemeinsamen Trasse von den U.S. Highways 98 und 441 (SR 15) durchquert.

## Demographische Daten
Laut der Volkszählung 2010 verteilten sich die damaligen 4348 Einwohner auf 2697 Haushalte. Die Bevölkerungsdichte lag bei 418,1 Einw./km². 93,5 % der Bevölkerung bezeichneten sich als Weiße, 1,0 % als Afroamerikaner, 0,6 % als Indianer und 1,4 % als Asian Americans. 2,2 % gaben die Angehörigkeit zu einer anderen Ethnie und 1,2 % zu mehreren Ethnien an. 8,2 % der Bevölkerung bestand aus Hispanics oder Latinos.
Im Jahr 2010 lebten in 18,7 % aller Haushalte Kinder unter 18 Jahren sowie 45,8 % aller Haushalte Personen mit mindestens 65 Jahren. 57,8 % der Haushalte waren Familienhaushalte (bestehend aus verheirateten Paaren mit oder ohne Nachkommen bzw. einem Elternteil mit Nachkomme). Die durchschnittliche Größe eines Haushalts lag bei 2,15 Personen und die durchschnittliche Familiengröße bei 2,67 Personen.
17,6 % der Bevölkerung waren jünger als 20 Jahre, 18,6 % waren 20 bis 39 Jahre alt, 26,3 % waren 40 bis 59 Jahre alt und 37,6 % waren mindestens 60 Jahre alt. Das mittlere Alter betrug 51 Jahre. 51,0 % der Bevölkerung waren männlich und 49,0 % weiblich.
Das durchschnittliche Jahreseinkommen lag bei 26.468 $, dabei lebten 26,6 % der Bevölkerung unter der Armutsgrenze.
Im Jahr 2000 war Englisch die Muttersprache von 93,73 % der Bevölkerung und spanisch sprachen 6,27 %.